# هرائین علیا
هرایین روستایی از روستاهای دهستان گاویک یا شهیدآباد کنونی از شهر آوج است. همچنین این روستا از حیث تقسیمات ناحیه‌ای به غیر از تقسیمات شهری یکی از روستاهای ناحیهٔ خرقان یا قاراقان است. این روستا از پیش به دو بخش تقسیم شده است:
- هرایین یا هرایین بالا
- هرایین پایین یا خسروآباد (به زبان ترکی ساکنان هرایین آشّاقو هارِیین)

## واژه‌شناسی و تعاریف

### وجه تسمیه
شاید واژهٔ هرایین از دو بخش برآمده باشد: هر+آیین. آیین یا به زبان محلی اُیون به معنای روش و سنت می‌باشد. از آن جا که مردمانی با آیین و روش‌ها و باورکردهای گوناگون در این روستا می‌زیسته‌اند و نژادهای گوناگون قومی نیز در آن ساکن بوده‌اند، شاید این نام برای این روستا برگزیده شده است.

### هراییندر فرهنگ جغرافیایی ایران
دهی است ازدهستان خرقان شرقی بخش آوج شهرستان قزوین واقع در ۱۵ هزار گزی جنوب شرقی آوج. ناحیه‌ای است کوهستانی، سردسیر و دارای ۱۲۷۰ تن سکنه. از چشمه‌ها مشروب می‌شود و محصول عمده‌اش غلات، سیب‌زمینی، انگور، زردآلو و شغل اهالی زراعت است. شامل دو بخش علیا و سفلی است.

## موقعیت جغرافیایی
این روستا با روستای گاویک یا شهیدآباد کنونی و پرسبانج و شمار دیگری از روستاها همسایه است.

### موقعیت تقسیمات شهری و کشوری
هرایین دارای دهداری مستقل است و از حیث شهری از روستاهای آوج می‌باشد و دهستانی که این روستا یکی از روستاهای آن است از حیث تقسیمات دهستانی از توابع دهستان گاویک یا شهیدآباد است و ادارات بخش و شهر آوج این روستا و روستاهای تابعه را اداره می‌کنند. این روستا در حوزهٔ قضایی دادگاه آوج است و مرجع پژوهشخواهی از دادنامه‌ها که باید به دادگاه استان برده شوند نیز دادگاه پژوهشی استان قزوین می‌باشد.

## مردم‌شناسی

### زبان
زبان مردمان این روستا نوعی از زبان ترکی است و هر محله از این روستا گویش ویژهٔ خود را دارند.

### موسیقی
از سازهایی که در آواها و نواهای روستا به کار گرفته شده و در میان هنردوستان روستا پذیرفته بوده است چگور و بالابان و دایره است.
بیش از هر یک از دستگاه‌های اصلی موسیقی ایرانی دستگاه نوا خوانده و نواخته شده است. دستگاه نوا در آوای هرایینی با گوشه‌هایی خوانده شده که نمی‌توان آن‌ها را با گوشه‌های فارسی همراستا دانست. هرچند مرز باریکی میان دستگاه شور و دستگاه نوا هست ولی با آگاه بودن از کوک چگور در هرایین که در دو گام که بالایی با پایینی یک پرده فاصله دارد و هم‌چنین محوریت شاهپرده در فاصلهٔ دو و نیم گامی از کوک دستهٔ بالا از سیم‌ها می‌شود غلبهٔ دستگاه نوا را در نغمه‌های هرایینی فرهیخت. برخی از گوشه‌ها نیز درون دستگاه شور هستند و برخی دیگر از گوشه‌ها نیز ترکیبی هستند مانند گوشهٔ کلاکو و گوشهٔ رودباری.

### اقوام ساکناین روستا
اقوام و طوایفی که در زیر یاد شده بر پایهٔ چینش الفبایی از اهالی روستای هرایین هستند:
*افشار
- بهادری
- جعفربگلو
- خوشنامی
- رمضانخانی
- مقیم‌بیگلو
- ملک محمدی

البته از میان این طایفه برخی نام خانوادگیشان را دگرگون کرده‌اند. برای نمونه برخی از خانواده‌ها از طایفهٔ جعفربیگلو، نام خانوادگی جعفری را برگزیدند و از طایفهٔ مقیم بیگلو، گروهی نام خانوادگی خود را مقیمبیگی و گروهی دیگر هم مقیمی برگزیدند.
بسیار کم دیده می‌شود که از یک طایفهٔ در هر دو بخش از این روستا اصالتاً ساکن باشند. برای نمونه طوایف مقیمبیگلو و ملک محمدی ساکن هرایین پایین یا خسروآباد که به زبان محلی به آن بخش، آشاقو هاریین گفته می‌شود، سکونت دارند. از جمله خان‌های سرشناس هرایین می‌توان به پرویز خان افشار، امیر خان افشار و سلیمان خان افشار نام برد.

### شغل مردمان
به مانند بیشتر روستاها شغل مردمان نخست بیشتر کشاورزی و سپس هم دامداری است. گروهی هم به مشاغل فرهنگی روی آوردند و بیشتر هم این گروه، معلم هستند. پرورش طیور و ماهی و فعالیت‌های صنعتی نیز کمی و کاستی دیده می‌شود.